# Браян Керр
Браян Керр (англ. Brian Kerr; нар. 3 березня 1953, Дублін) — ірландський футбольний тренер, зокрема відомий роботою зі збірними Ірландії і Фарерських островів.

## Кар'єра
У дитинстві займався футболом і боксом, проте рано зрозумів, що не має перспектив у професійному спорті. Натомість з юнацтва зацікавився тренерською роботою.
Вже у 21 рік почав роботу асистентом головного тренера у клубі «Шемрок Роверс». Згодом до середини 1980-х працював помічником головних тренерів у низці клубних ірландських команд, а також у молодіжній збірній Ірландії.
1986 року отримав свою першу роботу головного тренера — у клубі «Сент-Патрікс Атлетік», команду якого очолював протягом наступного десятиріччя, вигравши двічі золоті медалі головного футбольного чемпіонату країни (1989-90, 1995-96). А протягом 1996–2003 років був головним тренером молодіжної збірної Ірландії.
26 січня 2003 року був офіційно представлений головним тренером національної збірної Ірландії. На момент призначення Керра збірна вже програла два ключові матчі відбору на Чемпіонат Європи 2004 року, що суттєво погіршило їх шанси на вихід до фінальної частини континентальної першості. Тож коли врешті-решт це завдання не було виконане, Керр був лише частково відповідальним за невдачу і не втратив свого місця на чолі збірної.
Натомість він розпочав підготовку збірної до відбору на чемпіонат світу 2006 року, під час якого передбачалося, що саме ірландці, разом зі збірними Франції і Швейцарії, будуть основними претендентами на дві перші позиції у своїй відбірковій групі. Попри те, що команда Керра по ходу відбору програла лише одну гру, проти французів, вона здебільшого грала унічию і не змогла здобути жодної перемоги ані в іграх проти основних конкурентів, ані в матчах проти збірної Ізраїлю, в результаті посівши лише четверте місце у групі. Після такого невдалого виступу у жовтні 2005 року Керра було звільнено зі збірної Ірландії.
Згодом, пропрацювавши декілька років директором з футболу у клубі «Сент-Патрікс Атлетік», у квітні 2009 року Керр отримав запрошення очолити тренерський штаб збірної Фарерських островів. Провів на чолі однієї з найслабших футбольних збірних Старого світу два з половиною роки. За цей час фарерці зокрема занесли до свого активу перемоги над Литвою з рахунком 2:1 (перша перемога у відборах на чемпіонати світу з 2001 року) та над Естонією з рахунком 2:0 (перша перемога у відборах на чемпіонати Європи з 1995 року). Також у здобутку Керра була зведена унічию гра проти Північної Ірландії (1:1). Залишив Фарерські острови у жовтні 2011 року після того, як не було знайдено умов нового контракту, що задовільнили б обидві сторони.
Згодом став коментатором та футбольним експертом на телебаченні.

## Титули і досягнення
- Чемпіон Ірландії: 1989-90, 1995-96
- Чемпіон Європи (U-16): 1998
- Чемпіон Європи (U-18): 1998